# Cláudio Filomeno
Cláudio Moreira Filomeno Gomes (Fortaleza, CE, 27 de dezembro de 1943) é um empresário e político brasileiro que foi deputado federal pelo Ceará.

## Dados biográficos
Filho de José Maria Filomeno Gomes e Suzana Moreira Filomeno Gomes. Empresário do setor de refrigerantes, possui atuação em outros ramos de atividade e foi diretor do grupo comandado por seu irmão, o também empresário e político Sérgio Filomeno. Eleito deputado federal em 1978 e 1982, transitou da ARENA para o PDS e como parlamentar faltou à votação da Emenda Dante de Oliveira em 1984 e escolheu Paulo Maluf no Colégio Eleitoral em 1985, abandonando a política a partir de então.